# Tiopli
Tiopli (del ruso: posiólok) es un jútor del raión de Novokubansk en el krai de Krasnodar de Rusia. Está situado en las llanuras de la orilla izquierda del río Kubán, 13 km al suroeste de Novokubansk y 146 km al este de Krasnodar. Tenía 67 habitantes en 2010.
Pertenece al municipio Verjnekubánskoye.